# Новосенжарівська волость
Новосенжарівська волость — адміністративно-територіальна одиниця Кобеляцького повіту Полтавської губернії з центром у містечку Нові Сенжари.
Старшинами волості були:
- 1904 року козак Павло Тимофійович Мисан[1];
- 1913 року козак Іван Олексійович Пасько[2];
- 1915 року козак Омелян Іванович Богун[3].